# Distrito de Huayllay Grande
El Distrito peruano de Huayllay Grande (lenguas quechuas: Hatun Wayllay) es uno de los 12 distritos de la Provincia de Angaraes, ubicada en el Departamento de Huancavelica, bajo la administración del Gobierno regional de Huancavelica, Perú.

## Historia
El distrito fue creado mediante Ley del 28 de febrero de 1941, en el primer gobierno del Presidente

## Geografía
El distrito abarca una superficie de 33.28 km²

## Autoridades

### Municipales
- 2011-2014[1]
  - Alcalde: Gilbert Inga Huamani, Los Capulisaurios (CAPULI).
  - Regidores: Filomeno Huarcaya Yauri (MICAP), Faustino Yauri Yauri (MICAP), Rubén Unocc Chocce (MICAP), Marissa Luján Gutiérrez (MICAP), Ronal Lapa Yauri (Ayni).

### Religiosas
- Obispo de Huancavelica: Monseñor Isidro Barrio Barrio (2005 - ).

## Festividades
- Señor de Amo- 1 de enero
- Virgen del Carmen - 16 de julio
- Virgen del Rosario - 7 de octubre
- Fiesta del Niño Jesus- 25 de diciembre
- Fiesta del mayo- 15 de mayo